# Tetragnatha hasselti
Tetragnatha hasselti är en spindelart som beskrevs av Tord Tamerlan Teodor Thorell 1890. Tetragnatha hasselti ingår i släktet sträckkäkspindlar, och familjen käkspindlar. Utöver nominatformen finns också underarten T. h. birmanica.